# Giovanni Angelo Testagrossa
Giovanni Angelo Testagrossa (Pavia, 8 aprile 1470 – Urbino, dicembre 1530) è stato un liutista e cantante italiano.

## Biografia
Nacque a Pavia e lavorò a Milano, Mantova, Ferrara e in molte altre città. Testagrossa era un insegnante di fama; tra i suoi allievi vi fu Isabella d'Este. Sostituì Girolamo Sextula alla corte dei Gonzaga di Mantova come maestro di liuto di Isabella. Una ipotesi di lunga data è che Testagrossa abbia insegnato a Francesco da Milano: è considerato improbabile che sia vero (Wilson 1997, citando Franco Pavan). Nessuna delle composizioni di Testagrossa ci è pervenuta.